# Sport Unie Brion Trappers
El Sport Unie Brion-Trappers (també conegut com SUBT, nom complet Sport Voetbal Sport Unie Brion-Trappers) és un club de futbol de la ciutat de Willemstad, a Curaçao. Va ser fundat el 17 de setembre de 1925.

## Palmarès
- Lliga de Curaçao de futbol:[1]
  - 1938, 1940-42, 1944-46, 1947, 1950-51, 1951-52, 1953-54, 1955-56, 1956, 1958-59, 1971-72, 1977, 1979, 1980, 1982, 1983, 1984, 1985

- Campionat de les Antilles Neerlandeses de futbol:[2]
  - 1969, 1980-81, 1982-83, 1983, 1984